# Caubeyres
Caubeyres est une commune du sud-ouest de la France, située dans le département de Lot-et-Garonne en région Nouvelle-Aquitaine.

## Géographie

### Localisation
Commune située dans les Landes de Gascogne (landes de Lot-et-Garonne) en Pays d'Albret sur l'Ourbise.

### Communes limitrophes
Les communes limitrophes sont  Ambrus, Anzex, Damazan, Fargues-sur-Ourbise, Saint-Léon, Saint-Pierre-de-Buzet et Villefranche-du-Queyran.
|                     | Villefranche-du-Queyran | Saint-Léon                                          |
| Anzex               | Caubeyres               | Damazan, Saint-Pierre-de-Buzet (par un quadripoint) |
| Fargues-sur-Ourbise |                         | Ambrus                                              |

### Climat
Pour des articles plus généraux, voir Climat de la Nouvelle-Aquitaine et Climat de Lot-et-Garonne.
Historiquement, la commune est exposée à un climat océanique aquitain.  
En 2020, Météo-France publie une typologie des climats de la France métropolitaine dans laquelle la commune est exposée à un climat océanique altéré et est dans la région climatique Aquitaine, Gascogne, caractérisée par une pluviométrie abondante au printemps, modérée en automne, un faible ensoleillement au printemps, un été chaud (19,5 °C), des vents faibles, des brouillards fréquents en automne et en hiver et des orages fréquents en été (15 à 20 jours).
Pour la période 1971-2000, la température annuelle moyenne est de 13 °C, avec une amplitude thermique annuelle de 15,3 °C. Le cumul annuel moyen de précipitations est de 831 mm, avec 10,9 jours de précipitations en janvier et 6,6 jours en juillet. Pour la période 1991-2020, la température moyenne annuelle observée sur la station météorologique la plus proche, située sur la commune de Nérac à 17 km à vol d'oiseau, est de 13,9 °C et le cumul annuel moyen de précipitations est de 735,7 mm,. Pour l'avenir, les paramètres climatiques de la commune estimés pour 2050 selon différents scénarios d’émission de gaz à effet de serre sont consultables sur un site dédié publié par Météo-France en novembre 2022.

## Urbanisme

### Typologie
Au 1er janvier 2024, Caubeyres est catégorisée commune rurale à habitat dispersé, selon la nouvelle grille communale de densité à sept niveaux définie par l'Insee en 2022.
Elle est située hors unité urbaine et hors attraction des villes,.

### Occupation des sols

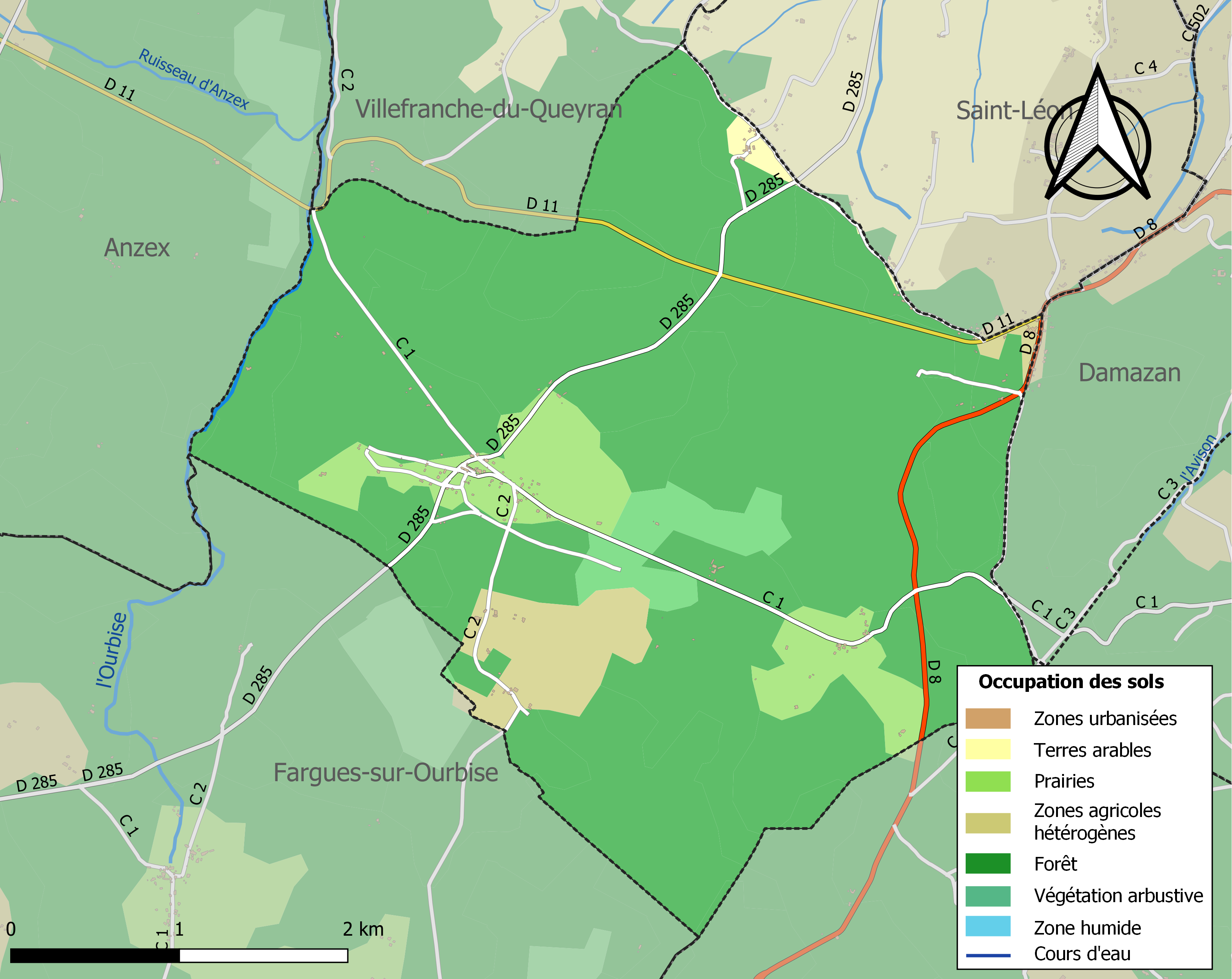
Carte des infrastructures et de l'occupation des sols de la commune en 2018 (CLC).

L'occupation des sols de la commune, telle qu'elle ressort de la base de données européenne d’occupation biophysique des sols Corine Land Cover (CLC), est marquée par l'importance des forêts et milieux semi-naturels (86,5 % en 2018), une proportion identique à celle de 1990 (86,5 %). La répartition détaillée en 2018 est la suivante : 
forêts (83,3 %), prairies (8,4 %), zones agricoles hétérogènes (4,6 %), milieux à végétation arbustive et/ou herbacée (3,2 %), terres arables (0,5 %). L'évolution de l’occupation des sols de la commune et de ses infrastructures peut être observée sur les différentes représentations cartographiques du territoire : la carte de Cassini (XVIIIe siècle), la carte d'état-major (1820-1866) et les cartes ou photos aériennes de l'IGN pour la période actuelle (1950 à aujourd'hui).

### Risques majeurs
Le territoire de la commune de Caubeyres est vulnérable à différents aléas naturels : météorologiques (tempête, orage, neige, grand froid, canicule ou sécheresse), inondations, feux de forêts, mouvements de terrains et séisme (sismicité très faible). Il est également exposé à un risque technologique,  le transport de matières dangereuses. Un site publié par le BRGM permet d'évaluer simplement et rapidement les risques d'un bien localisé soit par son adresse soit par le numéro de sa parcelle.

#### Risques naturels
Certaines parties du territoire communal sont susceptibles d’être affectées par le risque d’inondation par une crue à  débordement lent de cours d'eau, notamment l'Ourbise. La commune a été reconnue en état de catastrophe naturelle au titre des dommages causés par les inondations et coulées de boue survenues en 1982, 1990, 1999 et 2009,.
Caubeyres est exposée au risque de feu de forêt. Depuis le 20 avril 2016, les départements de la Gironde, des Landes et de Lot-et-Garonne disposent d’un règlement interdépartemental de protection de la forêt contre les incendies. Ce règlement vise à mieux prévenir les incendies de forêt, à faciliter les interventions des services et à limiter les conséquences, que ce soit par le débroussaillement, la limitation de l’apport du feu ou la réglementation des activités en forêt. Il définit en particulier cinq niveaux de vigilance croissants auxquels sont associés différentes mesures,.
Les mouvements de terrains susceptibles de se produire sur la commune sont des glissements de terrain.

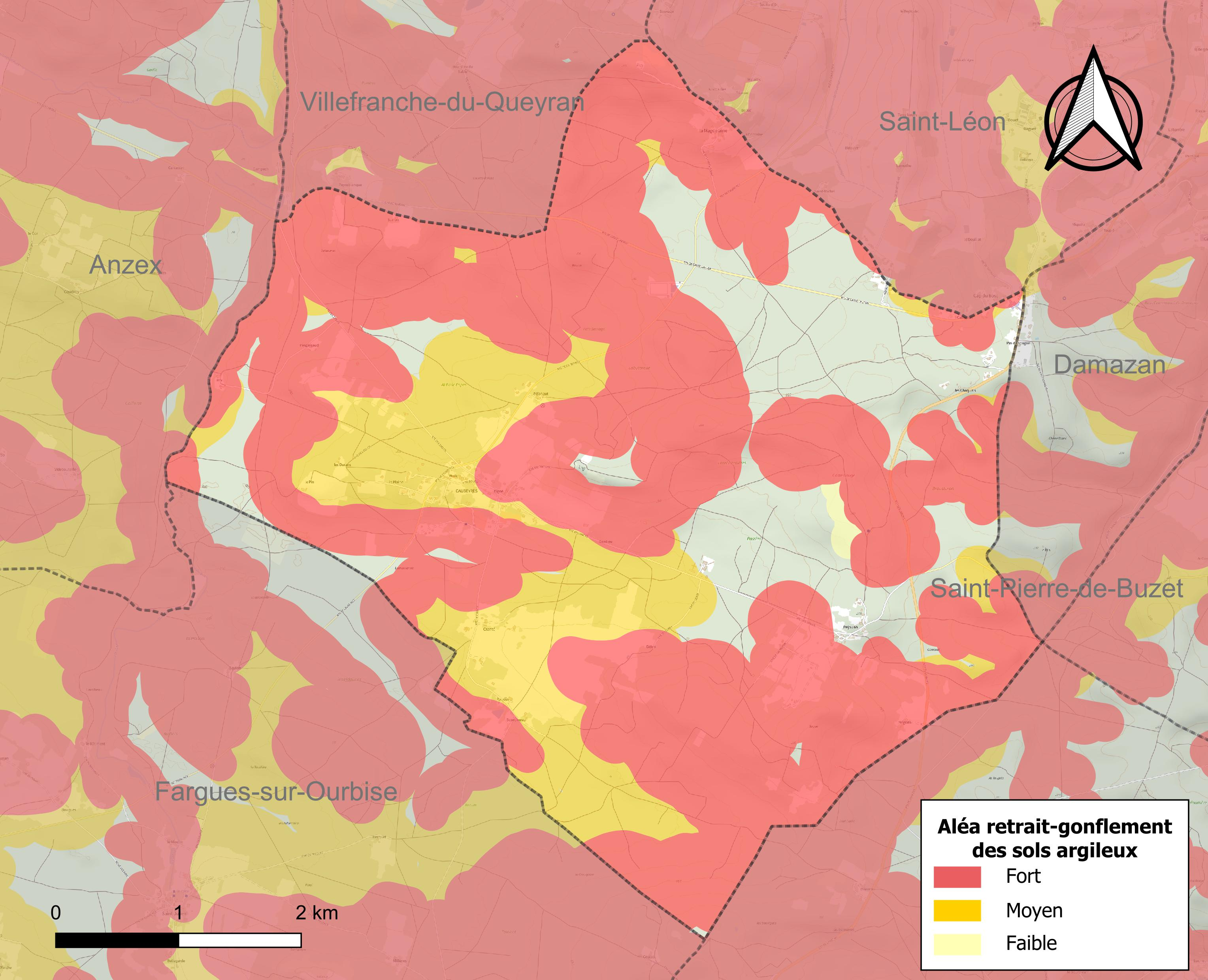
Carte des zones d'aléa retrait-gonflement des sols argileux de Caubeyres.

Le retrait-gonflement des sols argileux est susceptible d'engendrer des dommages importants aux bâtiments en cas d’alternance de périodes de sécheresse et de pluie. 81 % de la superficie communale est en aléa moyen ou fort (91,8 % au niveau départemental et 48,5 % au niveau national). Depuis le 1er octobre 2020, en application de la loi ELAN, différentes contraintes s'imposent aux vendeurs, maîtres d'ouvrages ou constructeurs de biens situés dans une zone classée en aléa moyen ou fort,.
Concernant les mouvements de terrains, la commune a été reconnue en état de catastrophe naturelle au titre des dommages causés par des mouvements de terrain en 1999.

## Toponymie
Caubeyres étant en Gascogne, la plupart des lieux-dits y sont explicables par le gascon, par exemple Bourdinau, Pélahaut, Roudès, Bigné, Lasgraouettes, la Paloumère, le Playtéjac, la Hontine, Péjouan...

## Politique et administration

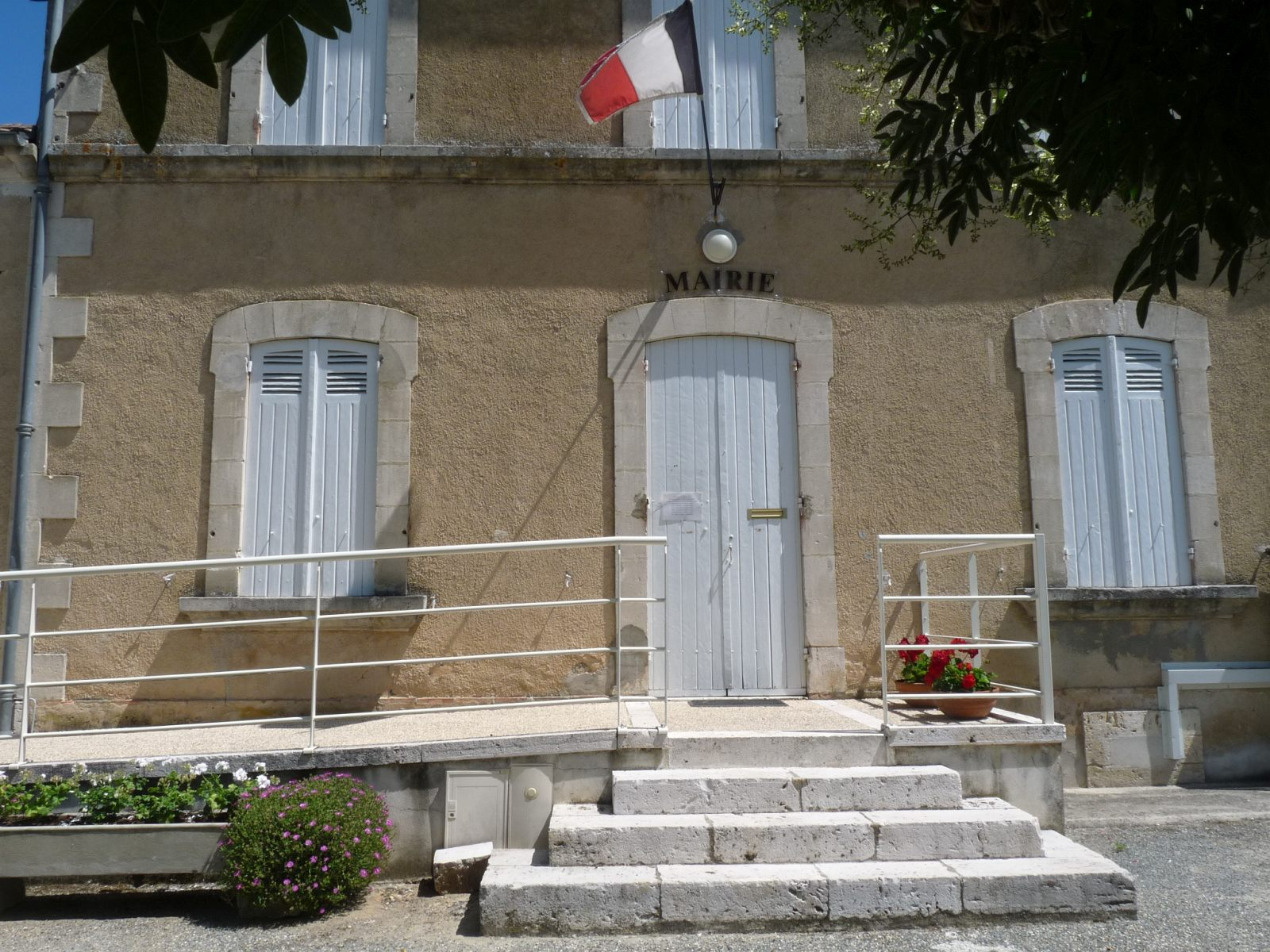
La mairie

| Période                                  | Période        | Identité               | Étiquette | Qualité                    |
| ---------------------------------------- | -------------- | ---------------------- | --------- | -------------------------- |
| mars 1983                                | mars 2001      | Guy Chinour            |           | Retraité greffier          |
| mars 2001                                | septembre 2013 | Jean-Jacques Banel     | FG        | Retraité Agent d'assurance |
| novembre 2013                            | mars 2014      | Bernard De Bacon       |           |                            |
| mars 2014                                | En cours       | Marie-Françoise Carles |           |                            |
| Les données manquantes sont à compléter. |                |                        |           |                            |

## Démographie
L'évolution du nombre d'habitants est connue à travers les recensements de la population effectués dans la commune depuis 1800. Pour les communes de moins de 10 000 habitants, une enquête de recensement portant sur toute la population est réalisée tous les cinq ans, les populations de référence des années intermédiaires étant quant à elles estimées par interpolation ou extrapolation. Pour la commune, le premier recensement exhaustif entrant dans le cadre du nouveau dispositif a été réalisé en 2006.

En 2022, la commune comptait 273 habitants, en évolution de +8,33 % par rapport à 2016 (Lot-et-Garonne : −0,18 %, France hors Mayotte : +2,11 %).
| 1800 | 1806 | 1821 | 1831 | 1836 | 1841 | 1846 | 1851 | 1856 |
| ---- | ---- | ---- | ---- | ---- | ---- | ---- | ---- | ---- |
| 326  | 413  | 450  | 495  | 469  | 433  | 427  | 420  | 400  |

| 1861 | 1866 | 1872 | 1876 | 1881 | 1886 | 1891 | 1896 | 1901 |
| ---- | ---- | ---- | ---- | ---- | ---- | ---- | ---- | ---- |
| 394  | 332  | 376  | 391  | 325  | 335  | 322  | 248  | 254  |

| 1906 | 1911 | 1921 | 1926 | 1931 | 1936 | 1946 | 1954 | 1962 |
| ---- | ---- | ---- | ---- | ---- | ---- | ---- | ---- | ---- |
| 231  | 222  | 185  | 194  | 188  | 194  | 187  | 202  | 189  |

| 1968 | 1990 | 1999 | 2006 | 2011 | 2016 | 2021 | 2022 | - |
| ---- | ---- | ---- | ---- | ---- | ---- | ---- | ---- | - |
| 178  | 102  | 135  | 167  | 243  | 252  | 268  | 273  | - |

## Lieux et monuments
- Vestige d'une allée couverte ruinée 44° 15′ 18″ N, 0° 12′ 12″ E.
- Église Saint-Pierre de Caubeyres. Elle est inscrite à l'Inventaire général du patrimoine culturel[27].
- Église Sainte-Madeleine de Caubeyres. Elle est inscrite à l'Inventaire général du patrimoine culturel[28].
- Chapelle Notre-Dame de Cap du Bosc.

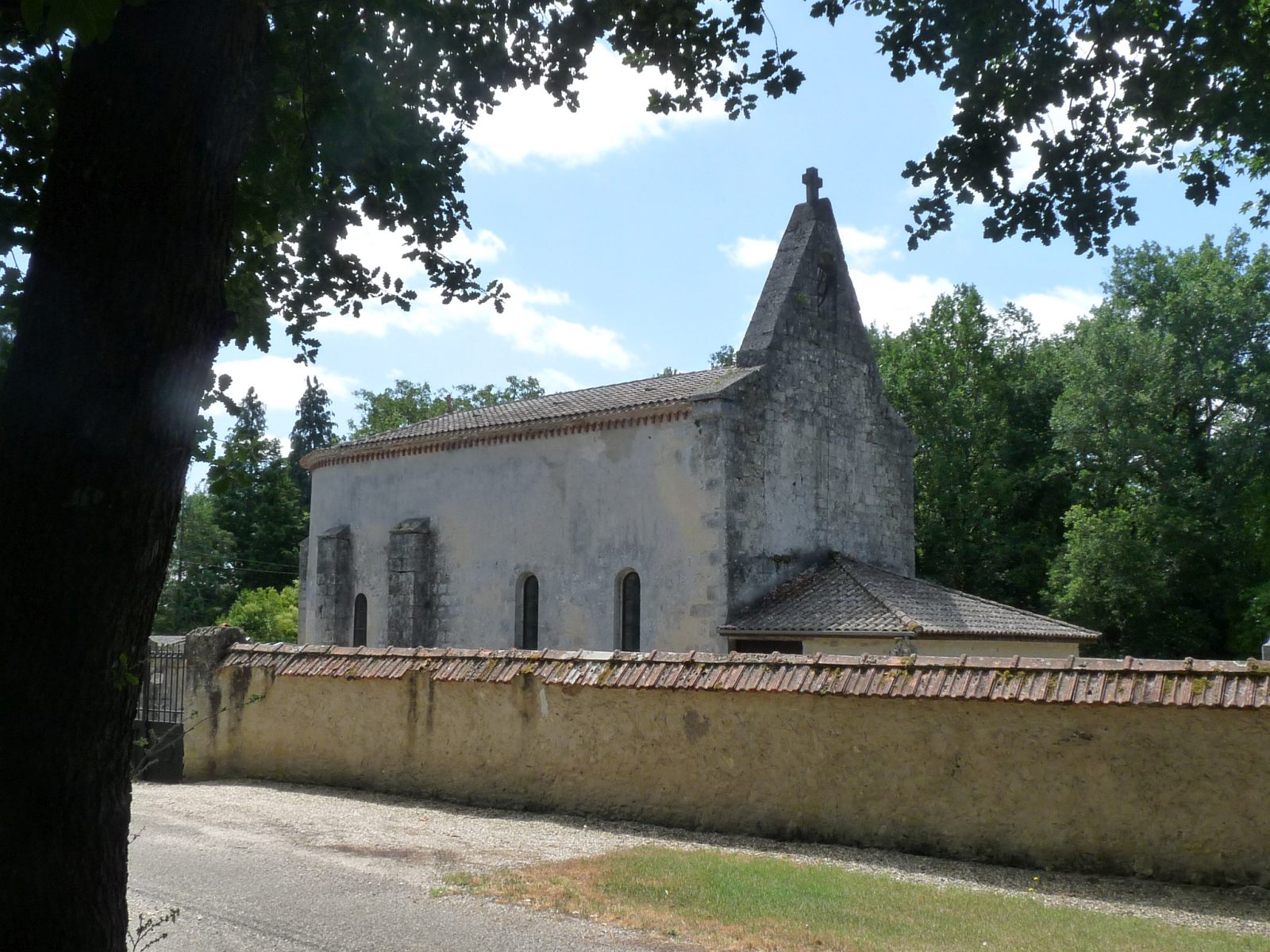
L'église Saint-Pierre
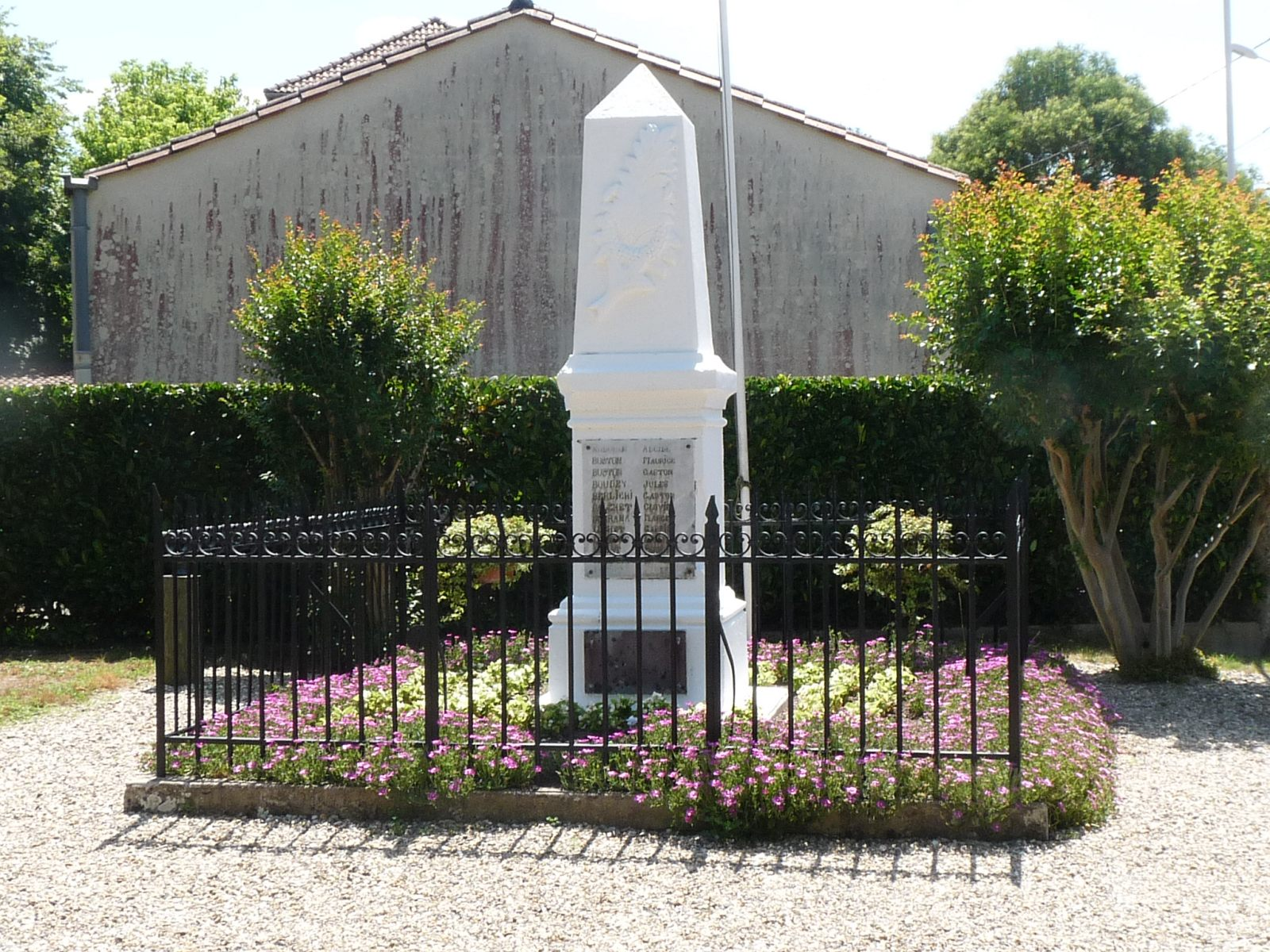
Le monument aux morts

## Personnalités liées à la commune
- Paul Dispons né à Homps (Aude) en 1909 à sa sortie de l'école de Saint-Cyr séjourne à Caubeyres pour se soigner de 1928 à 1934. intendant général en Algérie et entomologiste il a laissé au musée de l'Homme à Paris toute sa collection de réduvidés. Nombreux écrits sur ces insectes[29];
- Guillaume Anatole Faugère Dubourg, grand ami du président Armand  Fallières érudit, Poète, écrivain, archéologue, maire de Nérac en 1877, et bibliothécaire du ministère de l’Intérieur en 1887 possédait une propriété à Caubeyres, Aux Durans.